# Seven-Ten Split
|  | Denne artikel er oprettet af botten Steenthbot ud fra en ekstern database. Den kan derfor have sproglige fejl eller mangler. Denne skabelon kan fjernes efter kontrol af indholdet. |

Seven-Ten Split er en dansk børnefilm fra 2015 instrueret af Alexander Hørlyk Kristensen.

## Handling
David er på blinddate med Iben i en bowlinghal. På overfladen et helt normalt førstegangsmøde mellem to mennesker, men Davids psykotiske og sociopatiske træk lurer lige under overfladen.

## Medvirkende
- Alex Smith Leadbeater, David
- Helene Ingberg Beider, Iben
- Christian Otzen, Tjener